# 松永長賴
松永長賴（日语：／ Matsunaga Nagayori，—1565年8月27日），又名內藤宗勝（日语：／ Naitō Sōshō），是日本戰國時代武將，三好氏家臣，丹波八木城主，松永久秀之弟，通稱甚介，官至備前守，後來娶內藤國貞之女入贅內藤氏，並且改名內藤宗勝，出家後號蓬雲軒，子女是內藤忠俊（內藤如安）和內藤茱利亞。

## 生涯
長賴與兄長松永久秀同樣是三好氏家臣，與擅用謀略的兄長久秀相比，長賴為人誠實擅長武藝，受到主君三好長慶的信賴。相對於久秀，長賴在三好家出頭的日子更早，久秀後來在三好家中位處高位，長賴的功勞亦不少。
天文18年（1549年），長慶上洛並且負責防衛管領細川晴元和第13代將軍足利義輝等室町幕府人物身處的京都，卻強奪公家的領地作為自己的知行。天文19年（1550年）11月至翌年2月，三好氏進犯由近江的六角定賴保護並且身處中尾城的義輝，是為中尾城之戰，後來在7月14日，晴元率領香西元成和三好政勝等丹波眾發動相國寺之戰，試圖重返京都，但是長賴和其兄久秀一同將晴元軍擊敗。
天文22年（1553年）9月，長賴與兄長一同出征丹波，包圍晴元勢力的波多野晴通守衛的八上城，但是在元成和政勝攻下由丹波守護代內藤國貞防衛的八木城後，長賴改為出兵奪還八木城，並且迎娶國貞之女，繼承內藤氏，改名內藤備前守之餘出家，號蓬雲軒宗勝，最終長慶將丹波的事務交托給長賴處理。弘治3年（1557年），為了令晴通投降，長慶出兵丹波並且佔領冰上郡以外整個丹波，促使負責管理丹波的長賴勢力大幅提升，其後，長賴甚至足以援助逸見昌經進軍若狹。
其後，長賴繼續在長慶麾下效力，在永祿元年（1558年）5月，義輝和晴元等人從近江上洛，長賴與其兄在將軍山城和如意嶽一帶與幕府軍交戰，是為北白川之戰，而在後來永祿2年（1559年）和翌年的出征河內遠征和永祿5年（1562年）與畠山高政之間爆發的教興寺之戰，長賴亦有率領丹波國眾出戰，獲譽為三好政權下有力的軍團長。
然而，丹波國人的反抗不斷，在永祿4年（1561年），長賴意欲強化支配的同時卻招致國人眾反響，面對波多野氏和赤井氏等勢力的反抗，最終長賴在永祿8年（1565年）於攻擊丹波國人荻野直正的居城黑井城的戰役中戰死。長賴死後，波多野秀治和荻野直正等人在丹波崛起，三好氏在當地的勢力大幅衰退。
長賴與儒學者清原宣賢素有交情，由其贈送的的貞永式目，由陽明文庫保存至今。